# Jakub Janso
Jakub Janso (* 27. prosince 1989, Myjava) je slovenský fotbalový obránce, od roku 2013 bez angažmá.

## Fotbalová kariéra
Svoji fotbalovou kariéru začal v TJ Spartak Myjava. Od dorostu působil v MFK Ružomberok, kde se v roce 2012 do prvního týmu. Po konci smlouvy v létě 2013 je bez angažmá.